# 테르노필주

테르노필주의 위치

테르노필주(우크라이나어: Тернопільська область)는 우크라이나 서부에 위치한 주로 주도는 테르노필이며 면적은 13,823km2, 인구는 1,065,709명(2016년 기준)이다.
북서쪽으로는 리비우주, 남서쪽으로는 이바노프란키우스크주, 남쪽으로는 체르니우치주, 동쪽으로는 흐멜니츠키주, 북쪽으로는 리우네주와 접한다.

## 상징

테르노필주의 기
테르노필주의 문장